# びっくり! とびだす! 魔法のペン
『びっくり! とびだす! 魔法のペン』（びっくり とびだす まほうのペン）は、日本のコンピュータゲームメーカー・GAEが2011年8月11日に発売したニンテンドー3DS用ソフト。ジャンルはメーカーの製品情報では「お絵かきアドベンチャー」とされているが、ミニスケープ的な要素が強い。

## 概要
本作は当初『びっくり! どっきり! 魔法のペン』の表題で2009年にニンテンドーDS用ソフトとして発売予定であったが、後に開発が凍結され発売中止となっていた。その後、3DSにハードを変更して開発が再開され、2011年に改めてGAEの3DS参入第1作として発表された。
発売中止となったDS版から登場キャラクターや基本的なゲームシステムに大きな変更は無いが、フィールド画面が鳥瞰視点のドット絵から3Dになっている他、後述するARカード自作機能が追加されている。

## ゲームシステム
ゲーム開始時点では、フィールド上に主人公の女の子・さぁたんと数名の住人しか居ない状態であるが住人からのリクエストやさぁたん自身の思いつきで「魔法のペン」を使って欲しい物を描いて行き、成功すれば描いた物がフィールド上に出現する。これを繰り返しながら120種類以上のアイテム図鑑を埋めて行くと、新たなイベントが発生する。
また、町の住人である少年との恋愛イベントなども用意されている。

### お絵かき
住人からのリクエストやさぁたん自身の思いつきで、プレイヤー自身がタッチペンでパネル上に課題の物を描いて行く。最初はドローモードで画面上のガイドに従って線を引き、次にペイントモードで着色する。ペンの太さは3種類有り、はみ出した場合は消しゴムを使って失敗した箇所を消去する。

### ARカード
ミニゲームのお絵描きをクリアした後の画面に表示されるソフトARコードに従ってソフトに添付されているARカード（3DS本体の付属品とは別）を塗り潰して3DS本体のカメラで読み取ると、ゲーム中の登場キャラクターが立体的に飛び出して動き出す拡張現実が楽しめる。